# Мюллер, Курт Карл Фридрих
Курт Карл Фридрих Мюллер (нем. Curt Carl Friedrich Müller; 16 марта 1865, Цвиккау — 10 марта 1933, Оффенбах) — немецкий историк и писатель
, редактор.
Подготовил издания Уголовного уложения Карла V (1892) и «Саксонского зерцала» (1893), составил сборник «Суеверия о ведьмах и процессы над ведьмами в Германии» (нем. Hexenaberglaube und Hexenprozesse in Deutschland; Лейпциг, 1894).
Опубликовал ряд художественных книг, многие из студенческой жизни:
- «Savello, oder: Doge und Pirate» (1885)
- «Gundelbauers Lore» (1890)
- «Der tugend- und lasterhafte Student von 1890» (1890)
- «Couleurstudenten» (1890)
- «Weckerklänge» (1892)
- «Leipziger Karzeralbum» (1892)
- «Bilder a. d. Grossstadt» (1892)
- «Aus dem Tagebuche des Corps-Studenten Hans Leichtfuss» (1892)
- «Aus dem Tagebuche des alten Herrn Hans Leichtfuss» (1893)
- «Vom Pennale bis zur Hochschule! Erinnerung eines alten Herrn aus seiner Abiturientenzeit» (1894)
- «Vivat Akademia» (1895).

В дальнейшем редактировал газету «Offenbacher Zeitung».